# 政令 (日本)
政令（日语：政令）是日本內閣根據《日本國憲法》第73條第6款制定的命令，在行政機關發出的命令中具有最優先的效力。

## 效力

### 效力的優先次序
政令與其他法律的優先次序如下：
- 法律 > 政令 > 內閣官房令、內閣府令、復興廳令、省令、外局的規則（規則、廳令）

有說法稱最高裁判所規則、議院條例及條例與政令具有同等的優先次序，此說有爭議。

#### 例子
1. 地方自治法（昭和22年法律第67号） - e-Gov法令檢索（日語）
2. 地方自治法施行令（昭和22年政令第16号） - e-Gov法令檢索（日語）
3. 地方自治法施行規則（昭和22年内務省令第29号） - e-Gov法令檢索（日語）

## 英譯
2006年（平成18年）3月，日本政府下屬的法令外國語譯實施推進檢討會議出版了《法令用語日英標準對譯辭書》，其中「政令」之英譯為「Cabinet Order」。